# Фердинанд Ріс
Фердинанд Ріс (нім. Ferdinand Ries; хрещений 28 листопада 1784, Бонн ― 13 листопада 1838, Франкфурт-на-Майні) ― німецький композитор, піаніст і диригент, найбільш відомий представник династії німецьких музикантів, що налічувала кілька поколінь. Старший син скрипаля Франца Антона Ріса.

## Біографія
Грі на скрипці та фортепіано вчився в батька, з п'яти років також освоював віолончель під керівництвом Бернарда Ромберга. Після короткочасного перебування в Мюнхені 1801 року, де Ріс брав уроки композиції у Петера фон Вінтера і заробляв на життя переписуванням нот, він з рекомендаційним листом від батька перебрався до Відня, де був тепло прийнятий Людвігом ван Бетховеном.
Під керівництвом Бетховена Ріс у 1801—1805 роках вдосконалювався як піаніст, займався композицією у Йогана Георга Альбрехтсбергера. Бетховен рекомендував Ріса до двору графа Брауна в Бадені, а влітку 1805 році він отримав місце придворного музиканта у князя Ліхновського. Дебют Ріса як піаніста відбувся 1 серпня 1804 року, коли він виконав Третій Концерт Бетховена з власною каденцією. В 1805, не прийнятий у французьку армію (в дитинстві Ріс осліп на одне око), він прибув у Париж, де при складних фінансових умовах жив протягом найближчих двох років. У 1808 році повертається до Відня, а з наступного року починається активна гастрольна кар'єра Ріса: він виступає в Касселі, Гамбурзі, Копенгагені, Стокгольмі. У 1810—1812 роках Ріс дав ряд концертів у Росії в дуеті з віолончелістом Бернардом Ромбергом. Знову провівши кілька місяців у Стокгольмі, Ріс прибуває в Лондон, де за підтримки сера Джорджа Смарта і Йоганна Петера Саломона він отримує місце диригента Філармонійних концертів. Дебютувавши за диригентським пультом 14 березня 1814 року, Ріс залишався на цьому посту до 1824 року.
У 1824 році залишає диригентську посаду і повертається в Рейнланд, оселившись спочатку в Годесберге, а потім ― у Франкфурті. У 1825—1837 роках він виступав як керівник Нижньорейнських музичних фестивалів, для яких сам часто писав музику і якими диригував. З 1834 року Ріс очолював Співочу академію в Аахені. В останні роки життя разом з Ф. Р. Вегелером він працював над «Біографічними записками про Бетховена», що стали одним з перших великих біографічних творів про композитора. «Записки» були опубліковані в 1838 році в Кобленці.